# Městské muzeum ve Velké Bíteši
Městské muzeum ve Velké Bíteši je muzeum ve Velké Bíteši, zřizováno je od roku 1992 městem Velká Bíteš a sídlí na Masarykově náměstí čp. 5.

## Historie
Původ sbírek muzea se datuje do doby konce 19. století, muzeum bylo založeno v roce 1925, muzejní spolek úzce spojený s činností muzea byl založen 28. prosince téhož roku, o vytvoření muzea se zasazoval od počátku 20. stol. především učitel a historik Jan Tiray (1853–1925). Od roku 1925 do roku 1928 bylo muzeum umístěno v obecné škole. Do srpna 1929 sbírky byly uskladněny v bytech členů muzejního spolku a později byly umístěny v prostorách bývalé spořitelny na Masarykově náměstí, v době Protektorátu Čechy a Morava byly sbírky přesunuty do zadního traktu radnice (tzv. Šupárny, bývalé obecní vězení), později do roku 1945 byly sbírky provizorně umístěny v prostorách dívčí školy. Po roce 1945 se muzeum vrátilo opět do prostor radnice, ty však nevyhovovaly (přílišná vlhkost) a v roce 1956 byly sbírky přesunuty do rekonstruovaných prostor v domě čp. 5 na Masarykově náměstí. Muzeum pak bylo v těchto nových prostorách otevřeno 29. září 1957.
V roce 1960 byl správní reformou zrušen tehdejší okres Velká Bíteš a byla tak ukončena činnost muzea a sbírky byly převezeny do Okresního muzea ve Žďáru nad Sázavou. V roce 1985 byla v prostorách muzea otevřena Pamětní síň Muzea silnic a dálnic ve Velkém Meziříčí. V roce 1989 bylo muzeum součástí velkomeziříčské pobočky Okresního muzea ve Žďáru nad Sázavou. Muzeum ve Velkém Meziříčí se pak stalo samostatnou jednotkou zřizovanou městem Velké Meziříčí a jeho součástí se stalo právě i muzeum ve Velké Bíteši, to se pak oddělilo 1. ledna 1992. V 90. letech proběhla rekonstrukce muzea a v roce 2007 byl propojen výstavní sál a bývalý prostor informačního centra.
Péčí o sbírky byli pověřeni správcové. Postupně se vystřídali řídící učitel Vilém Kožnárek, ředitel hospodářské školy Bohuslav Kříž, řídící učitel obecné školy Karel Kotík a katecheta P. František Jedlička, v létech 1957–1988 učitel, archivář a kronikář Mgr. Jaromír Kotík. Ten se o muzeum staral, i když pozbylo v roce 1960 svůj oficiální status. V roce 1985 bylo muzeum obnoveno jako dislokovaná pamětní síň Muzea silnic a dálnic ČSSR ve Velkém Meziříčí. Do plnohodnotného zařízení, fungujícího na bázi vlastivědného muzea, se však vypracovalo až po roce 1989. Od roku 1988 převzala vedení muzea Silva Smutná a ve své funkci setrvala do roku 2006. Současným vedoucím městského muzea, se statutem organizační složky města je Mgr. Ivo Kříž.

## Muzejní spolek
Správcové muzea se od časů založení této instituce opírali ve své činnosti o skupinu dobrovolníků sdružených v muzejním spolku. Činnost spolku na dlouhá léta utichá zároveň s muzeem při rušení okresů v roce 1960. Na začátku devadesátých let hledalo městské muzeum řešení, jak získat finanční podporu na realizaci některých aktivit. Dne 2. března 1993 byla ustavena Muzejní nadace Velkobítešska pro zachování památek a rozvoj vlastivědy, která v letech 1992 a 1995 vydala v edici Vlastivěda Velkobítešska tři svazky publikace od Jaromíra Kotíka Bítešské historky a pověsti, Všelicos z minulosti Velké Bíteše a okolí a Velká Bíteš docela nedávno 1938 –1968. Po legislativních změnách v roce 1997 však nadace zaniká a od roku 1998 je založen Muzejní spolek Velkobítešska jako její nástupce.
Středem zájmu spolku je shromažďování informací regionálně přírodovědného charakteru. Velmi aktivní jsou mineralogové, kteří pro muzeum vytvářejí sbírku minerálů ze zdejšího regionu. Spolek podporuje i vydavatelské snahy muzea s regionálně vlastivědným zaměřením. Jedním z významných edičních činů bylo v roce 2001 vydání dvojdílného jubilejního sborníku. 1. díl byl zaměřen ke 400. výročí založení kostelíku Jednoty Bratrské ve Velké Bíteši, 2. díl připomenul 75. výročí založení muzea ve Velké Bíteši. Publikace byly vydány s finanční podporou Ministerstva Kultury České republiky. Někteří členové spolku publikují články v odborných časopisech, především však v místním měsíčníku – Zpravodaj Města Velké Bíteše.
V posledních létech členové významnou měrou přispěli k zachování a úpravám starého hřbitova jako místa pietního, historického a kulturního charakteru a rozvinuli bohatou činnost národopisného souboru Bítešan.

## Stálé expozice a výstavy
Sbírkový fond muzea byl získáván primárně z darů občanů Velké Bíteše a v roce 2016 dosáhl celkem 951 kusů. Expozice je doplňována tematickými výstavami s ohledem na výročí dotýkající se Města Velké Bíteše, jednotlivých památek, událostí nebo osobností působících ve městě. V roce 2007 muzeum otevřelo další výstavní prostor určený především pro výstavy obrazů, fotografií nebo panelových výstav krátkodobějšího charakteru. Dosud realizované výstavy v tomto prostoru byly rozličného charakteru. Od uměleckých fotografií, přes přírodovědu, historii, moderní umění po národopis.

### Mineralogické a geologické zajímavosti Velkobítešska
Sbírka s názvem mineralogické a geologické zajímavosti Velkobítešska byla otevřena v budově muzea v roce 2003 a představuje typické ukázky minerálů a geologických zajímavostí z oblasti Velké Bíteše a okolí. Minerály jsou uspořádány do skupin dle vzniku a to dle teploty krystalizace.

### Vlastivědná expozice města Velké Bíteše
V hlavním výstavním sále muzea je umístěna vlastivědná expozice, zaměřená na historii Velké Bíteše. Jsou zde postihnuty první zmínky o Velké Bíteši, Velká Bíteš městem, Hrdelní soud, trhy, míry a váhy, řemesla ve Velké Bíteši, Jednota bratrská a Karel st. ze Žerotína či poslední majitelé náměšťského panství – rod Haugwitzů. V expozici jsou uvedeny i ukázky řemesel. Jsou instalovány i expozice s tématem Tělovýchovné jednoty Sokol ve Velké Bíteši, kostela sv. Jana Křtitele, Žerotínů a jejich vazby na Velkou Bíteš a další.

### Historie Velkobítešska
V roce 1957 byla otevřena expozice s tematikou historie města a jeho okolí.